# Канлыкуль
Канлыкуль (каракалп. Qanlıkól/Қанлыкөл, узб. Qonliku'l/Қонликул) — посёлок городского типа, административный центр Канлыкульского района Республики Каракалпакстан Узбекистана.

## История
Статус посёлка городского типа с 1982 года. До начала 1990-х годов носил название Ленинабад.

## География
В посёлке расположена железнодорожная станция Алтынкуль на участке Найманкуль — Бейнеу.

## Население
| 1989   |
| ------ |
| 7303   |
| 2005   |
| 10 700 |